# Оповита тінями
«Оповита тінями» (англ. A Skinful of Shadows) — це паранормальний історичний художній роман для дітей і молоді 2017 року Френсіс Гардінґ. Її сьомий роман, він обертається навколо Мироносиці Фелмотт, дівчини з успадкованою здатністю бачити та поглинати привидів. Події розгортаються під час Першої громадянської війни в Англії, зокрема під час облоги Оксфорда. Книжку позитивно сприйняли критики й вона увійшла до короткого списку «Книги року Waterstones» 2017 року.

## Короткий зміст
Під час Першої громадянської війни в Англії Мироносиця живе з матір'ю в пуританському селі поблизу Лондона. Коли її мати гине під час заворушень між парламентаріями та роялістами, її відправляють жити до родичів покійного батька в Ґрізейс, вигадану фортецю на півночі Англії. Мироносиця має успадковану рису, яка дозволяє їй зберігати в собі духи нещодавно померлих людей або тварин, як і решта родини її батька. Старійшини в Ґрізейсі зберігають духи своїх видатних померлих членів родини в живих посудинах. Дізнавшись, що її родичі зберігають її життя лише як запасну посудину для духів, вона втікає до Оксфорда й сама вплутується у конфлікт війни.

## Прийняття
Роман «Оповита тінями» отримав позитивні відгуки критиків. The Guardian пише: «...чудовий, резонансний наратив, тонкість і проникливість якого кинуть виклик, розважать і зачарують».
Strange Horizons пише: «...на запитання «чи вдається Гардінґ впоратися зі складним і насиченим подіями історичним контекстом так, щоб уникнути кричущих спотворень, водночас підпорядковуючи його потребам сюжету?» — так. На запитання: «Чи продовжує вона, як і в попередніх творах (зокрема, «Дерево брехні», 2015), зображати своїх головних жіночих і чоловічих персонажів колючими, розумними та реалістично недосконалими, а їхню дружбу – цінною завдяки здатності зміцнюватися через випробування, а не через її бездоганність і передвизначеність?» — безсумнівно, так.
Crime Review пише: «Твори Гардінґ ліричні та проникливі, і книжка невимушено подає результати досліджень, майстерно вплітаючи у свою тканину образи, звуки та запахи Англійської громадянської війни».

## Переклад українською
2023 року у видавництві «Nebo Booklab Publishing» вийшов український переклад роману. Перекладач — Родіон Кийко.